# ФК Чико (Бяга)
ФК Чико (Бяга) е футболен отбор от село Бяга. През сезон 2015/2016 се състезава във Югозападна В група. Основните цветове на отбора са синьо и бяло.
Стари имена:
Раковски от 1922 до 1944 година
Чико (на псевдонима на първия председател на клуба от 1922 година Стоил Дюдюков-Чико) от 1944 до 1949 година; от 1957 до 1980 година и от 2008 година насам
Урожай от 1949 до 1957 година
Бесапара (на името на тракийския град на бесите) от 1980 до 2008 година
Стадион: „Бесапара“ в село Бяга, община Брацигово, построен през 1956 година